# ジャンカルロ・ゴンサレス
ジャンカルロ・ゴンサレス（スペイン語: Giancarlo González、1988年2月8日 - ）は、コスタリカ・サンホセ出身の同国代表サッカー選手。ポジションはDF。LDアラフエレンセ所属。
ピポ（Pipo）の愛称で知られている。

## クラブ経歴
LDアラフエレンセでユース時代を過ごしたものの、12歳から14歳にかけてはデポルティーボ・サプリサに在籍した。2007年にアラフエレンセでプロデビュー、リーグ3回制覇に大きく貢献した。
2012年7月31日に契約が終了するとノルウェーのヴォレレンガ・フォトバルに加入。ここでは37試合2得点の成績を残した。
2014年2月21日にアメリカ合衆国のコロンバス・クルーに移籍。4月13日のサンホセ・アースクエイクス戦の92分に見せた大袈裟なファールアピールで15日にメジャーリーグサッカーの委員会から罰金を科された。さらにこれによってファロンザフロールにノミネートされた。
2014 FIFAワールドカップでの活躍により、数々の欧州のクラブから関心が寄せられ、8月26日にイタリア・セリエAのUSチッタ・ディ・パレルモに3年契約で移籍。移籍金は500万ユーロと報じられ、ユース時代を過ごしたアラフエレンセ、サプリサにも合計で5%の額が国際サッカー連盟の規定に従って支払われた。10月19日のACチェゼーナとのホームゲームでスターティングメンバーに起用され初出場、決勝弾を撃ちこむ活躍を見せた。
2019年4月11日、ロサンゼルス・ギャラクシーへの移籍が発表。MLSに復帰した。

## 代表経歴
U-20代表として2007 FIFA U-20ワールドカップに出場経験がある。
2010年6月5日のスロバキア代表との親善試合でA代表初出場。2013年1月のコパ・セントロアメリカーナ2013決勝のホンジュラス代表戦で代表初得点、この1点が決勝点となり1-0での勝利を演出した。
2014年6月に2014 FIFAワールドカップのメンバーに選出された。第1試合のウルグアイ代表戦、第2試合のイタリア代表戦ではミチャエル・ウマーニャ、オスカル・ドゥアルテと共に堅守をし、僅かに1得点を許したのみで2勝を挙げ、決勝ラウンド進出に大きな役割を果たした。続くイングランド代表戦でスコアレスドローを演出したコスタリカ代表はグループステージを無敗で終えた。このグループステージで彼は数えきれないほどのインターセプトとタックルをし堅守に貢献、ESPNのグループステージベストイレブンに名を連ねた。決勝ラウンドではギリシャ代表と戦いPK戦に縺れ込んだ。彼はPKを3人目として蹴り成功、PK戦は5-3でコスタリカ代表の勝利となった。その後オランダ代表に敗れてFIFAワールドカップから去ったが、彼はBBCのワールドカップベストイレブンに選出された。

## 個人
彼はスペイン系の出自である。兄弟は男女一人ずつおり、また彼には息子がいる。

## 個人成績

### クラブ
2016年5月16日現在
| 2008-09        | アラフエレンセ     |                | プリメーラ     | 6        | 0                  |              |              |          |          |
| 2009-10        | アラフエレンセ     |                | プリメーラ     | 28       | 3                  |              |              |          |          |
| 2010-11        | アラフエレンセ     |                | プリメーラ     | 34       | 0                  |              |              |          |          |
| 2011-12        | アラフエレンセ     |                | プリメーラ     | 29       | 3                  |              |              |          |          |
| ノルウェー     | ノルウェー         | ノルウェー     | ノルウェー     | リーグ戦 | リーグ戦           | ノルウェー杯 | ノルウェー杯 | 期間通算 | 期間通算 |
| 2012           | ヴォレレンガ       |                | エリテ         | 12       | 0                  | -            | -            | 12       | 0        |
| 2013           | ヴォレレンガ       |                | エリテ         | 25       | 2                  | 4            | 0            | 29       | 2        |
| アメリカ合衆国 | アメリカ合衆国     | アメリカ合衆国 | アメリカ合衆国 | リーグ戦 | リーグ戦           | オープン杯   | オープン杯   | 期間通算 | 期間通算 |
| 2014           | コロンバス・クルー |                | MLS            | 17       | 1                  | -            | -            | 17       | 1        |
| イタリア       | イタリア           | イタリア       | イタリア       | リーグ戦 | リーグ戦           | オープン杯   | オープン杯   | 期間通算 | 期間通算 |
| 2014-15        | パレルモ           | 12             | セリエA        | 28       | 1                  | -            | -            | 28       | 1        |
| 2015-16        | パレルモ           | 12             | セリエA        | 35       | 2                  | 1            | 0            | 36       | 2        |
| 通算           | コスタリカ         | コスタリカ     | プリメーラ     | 97       | 6\|\|\|\|\|\|\|\|  |              |              |          |          |
| 通算           | ノルウェー         | ノルウェー     | エルテ         | 37       | 2                  | 4            | 0            | 41       | 2        |
| 通算           | アメリカ合衆国     | アメリカ合衆国 | MLS            | 17       | 1                  | -            | -            | 17       | 1        |
| 通算           | イタリア           | イタリア       | セリエA        | 63       | 3                  | 1            | 0            | 64       | 3        |
| 総通算         | 総通算             | 総通算         | 総通算         | 214      | 12\|\|\|\|\|\|\|\| |              |              |          |          |

## 代表歴

### 出場大会
- コスタリカ代表
  - 2014 FIFAワールドカップ
  - 2018 FIFAワールドカップ

### 試合数
- 国際Aマッチ 90試合 2得点（2010年-）[24]

| コスタリカ代表 | 国際Aマッチ | 国際Aマッチ |
| 年             | 出場        | 得点        |
| -------------- | ----------- | ----------- |
| 2010           | 3           | 0           |
| 2011           | 1           | 0           |
| 2012           | 9           | 1           |
| 2013           | 19          | 1           |
| 2014           | 9           | 0           |
| 2015           | 10          | 0           |
| 2016           | 3           | 0           |
| 2017           | 12          | 0           |
| 2018           | 11          | 0           |
| 2019           | 5           | 0           |
| 2020           | 1           | 0           |
| 2021           | 5           | 0           |
| 2022           | 0           | 0           |
| 2023           | 2           | 0           |
| 通算           | 90          | 2           |

### 得点
| #  | 日附          | 場所                                               | 対戦相手     | 得点 | 結果 | 大会                           |
| -- | ------------- | -------------------------------------------------- | ------------ | ---- | ---- | ------------------------------ |
| 1. | 2012年5月25日 | サンホセ・エスタディオ・ナシオナル・デ・コスタリカ | グアテマラ   | 3-2  | 3-2  | 親善試合                       |
| 2. | 2013年1月27日 | サンホセ・エスタディオ・ナシオナル・デ・コスタリカ | ホンジュラス | 1-0  | 1-0  | コパ・セントロアメリカーナ2013 |